# Search for Extraterrestrial Intelligence
Search for Extraterrestrial Intelligence, SETI – rozbudowany, wieloletni projekt naukowy, którego celem jest znalezienie kontaktu z pozaziemskimi cywilizacjami poprzez poszukiwanie sygnałów radiowych i świetlnych sztucznie wytworzonych, pochodzących z przestrzeni kosmicznej, a niebędących dziełem człowieka.

## Wstęp

### Ograniczenia fizyczne
Bezpośredni kontakt z pozaziemskimi cywilizacjami mógłby być fascynujący i przynieść trudne do wyobrażenia rezultaty dla całej ludzkości, jednak podróż do odległych światów jest obecnie technicznie (i ekonomicznie) niewykonalna. Dotarcie ze zbliżoną do maksymalnej możliwej we Wszechświecie prędkości światła w próżni do najbliższej gwiazdy Proxima Centauri zajęłoby ponad 4 lata czasu ziemskiego – jednak uzyskanie zbliżonej prędkości jest niemożliwe przy użyciu obecnie istniejących technik astronautycznych (patrz Szczególna teoria względności). Wahadłowiec kosmiczny potrzebowałby na dotarcie do Proximy 30 000 lat. Projektowane teoretycznie sondy potrzebowałyby na to 100 lat.
Możliwości współczesnej techniki wydają się jednak wystarczające do ustanowienia komunikacji radiowej z pozaziemskimi cywilizacjami poprzez użycie wystarczająco silnego urządzenia nadawczego wysyłającego sygnały radiowe oraz bardzo czułego odbiorczego. W istocie już w tej chwili ludzkość wysyła niezamierzenie w kosmos mnóstwo sygnałów elektromagnetycznych, które mogłyby być zauważone przez pozaziemskie cywilizacje, gdyby zaczęły one analizować fale radiowe emitowane z Układu Słonecznego.

### Podstawowe założenia SETI
Pierwszym etapem prób ustanowienia łączności międzygwiezdnej stał się projekt SETI. Polega on na poszukiwaniu planet, z których emitowane są sygnały wskazujące na istnienie tam inteligentnych form życia pozaziemskiego. SETI nie jest jednak trywialnym zadaniem. Galaktyka Drogi Mlecznej, w której znajduje się Słońce, ma średnicę ok. 100 000 lat świetlnych i zawiera około 200 miliardów gwiazd. Szukanie sygnałów pozaziemskich cywilizacji w całej galaktyce bez odpowiedniej selekcji mogłoby zająć setki lat.
Jednakże, cztery proste założenia pomagają zmniejszyć rozmiary tego zadania:
1. Wszystkie formy życia w naszej galaktyce są oparte na chemii węgla, podobnie jak to jest na Ziemi. Koncepcja ta jest dość dobrze uzasadniona naukowo, gdyż tylko węgiel z energetycznego punktu widzenia jest w stanie samorzutnie tworzyć wystarczająco złożone związki chemiczne.
2. Niezbędna jest obecność wody w postaci ciekłej. Założenie to wynika z faktu, że tylko w środowisku wodnym możliwy jest złożony metabolizm niezbędny do utrzymania przemiany materii koniecznej dla istot ożywionych.
3. Poszukiwania powinny być skoncentrowane na gwiazdach o podobnych parametrach do Słońca należących do ciągu głównego. Bardzo duże gwiazdy mają za krótkie czasy trwania, aby mogły wytworzyć trwałe układy planetarne, z kolei bardzo małe generują za mało światła i ciepła do powstania życia opartego na chemii węgla.
4. Cywilizacje pozaziemskie umyślnie wysyłają sygnały, aby SETI mogła je odnaleźć.

Około 10% gwiazd w Drodze Mlecznej ma parametry zbliżone do Słońca i tylko ok. 1000 z nich znajduje się w odległości mniejszej niż 100 lat świetlnych od Ziemi. Te gwiazdy są głównymi celami programu SETI. Jednakże, istnieje zawsze ryzyko, że powyższe założenia są częściowo błędne i dlatego program SETI obejmuje też wyrywkowe badanie innych obszarów kosmosu. Innym założeniem SETI jest to, iż poszukuje specjalnie wysyłanych sygnałów komunikacyjnych, które mają być zamierzoną próbą komunikacji, nie zaś „szumu” cywilizacyjnego, czyli wszystkich elektromagnetycznych sygnałów wytwarzanych przez teoretyczną cywilizację.

### Trudności w poszukiwaniu sygnałów
Sporym utrudnieniem jest fakt, że trudno jest przewidzieć, na jakiej częstotliwości radiowej mogą wysyłać sygnały przedstawiciele obcych cywilizacji. Emisja silnych sygnałów w zbyt szerokim zakresie częstotliwości byłaby kosztowna energetycznie i bardziej prawdopodobne jest, że takie sygnały mogą być nadawane w stosunkowo wąskich zakresach częstotliwości. Oznacza to, że program SETI musi analizować całe, jak najszersze spektrum fal, dla każdej badanej gwiazdy.
Inny problem to pytanie: Jaki sposób modulacji i kodowania może stosować obca cywilizacja? Pozaziemska technologia prawdopodobnie jest zupełnie inna od naszej, co utrudnia odgadnięcie rozwiązań telekomunikacyjnych opracowanych przez kosmitów. Specjalistom z tej dziedziny wydaje się jednak, że należy poszukiwać silnego sygnału nadawanego w wąskim zakresie częstotliwości o złożonej strukturze charakteryzującej się pewną regularnością.
Z energetycznego punktu widzenia wydaje się mało prawdopodobne, aby jakaś obca cywilizacja zdecydowała się wysłać wystarczająco silny sygnał, aby mógł on dotrzeć do każdej gwiazdy w swoim kosmicznym sąsiedztwie. Bardziej rozsądne jest wysyłanie sygnałów w „najbardziej obiecujących kierunkach”, wybranych na podstawie założeń zbliżonych do tych z projektu SETI, opisanych powyżej.
Jednak „usłyszenie” nawet takich kierunkowych sygnałów może być bardzo trudnym zadaniem, gdyż na potencjalnej drodze takich sygnałów znajduje się cały szereg źródeł zakłóceń. Każda z gwiazd wysyła bowiem swój własny „szum radiowy”, który może interferować z poszukiwanymi sygnałami, a oprócz dobrze znanych gwiazd występują w kosmosie jeszcze obszary pyłu międzygwiazdowego.

### Początki SETI
Współczesny program SETI został zapoczątkowany 19 września 1959 roku. W artykule pt. Searching for Interstellar Communications opublikowanym w „Nature” przez dwóch fizyków Philipa Morrisona i Giuseppe Cocconiego została opisana możliwość komunikowania się w przestrzeni kosmicznej za pomocą fal radiowych o długości 21 cm (1420 MHz).
Wybór akurat tej częstotliwości był podyktowany wieloma racjonalnymi przesłankami:
- Sygnały o zbyt małych częstotliwościach są zbyt silnie tłumione, stąd wydaje się, że komunikacja na długich dystansach jest możliwa tylko w zakresie fal ultrakrótkich. W grę wchodzi więc zakres od 100 do 10 000 MHz.
- Przy częstotliwości poniżej 1400 MHz, sygnały radiowe są silne zakłócane przez emisję generowaną przez wolne elektrony przemieszczające się przez silne pola magnetyczne występujące wokół gwiazd. Z kolei sygnały powyżej 1600 MHz są silnie zagłuszane przez emisje pochodzące od przemian jądrowych zachodzących wewnątrz gwiazd. W grę wchodzi więc tylko zakres 1400–1600 MHz.
- Ze względów energetycznych łatwiej jest generować fale radiowe, o możliwie jak najniższej częstotliwości, a tutaj występuje bardzo charakterystyczny i wąski sygnał emisji wodoru – 1420 MHz.

## Badanie sygnałów radiowych

### Trudne początki
Cocconiemu nie dano sprawdzić swojej teorii w praktyce i nie pozwolono mu skorzystać z największego w tym czasie radioteleskopu Mark IA (obecnie Lovell Telescope).
W 1960 astronom Frank Drake z Uniwersytetu Cornella przeprowadził pierwszą serię eksperymentów SETI, które zostały nazwane Projektem Ozma. Drake posługiwał się radioteleskopem o średnicy 26 m, umieszczonym w miejscowości Green Bank, w Wirginii Zachodniej. Badał on szum radiowy z okolic najbliżej Ziemi położonych gwiazd średniej wielkości Tau Ceti i Epsilon Eridani, odległych od Słońca odpowiednio 10,5 i 11,9 lat świetlnych. Przez 200 godzin obserwował 7200 kanałów o szerokości 100 Hz położonych wokół centralnej częstotliwości 1420 MHz. Nagrywał on ten szum na kasety magnetofonowe, a następnie je odsłuchiwał na zwykłym magnetofonie. Niczego szczególnego jednak nie udało mu się w ten sposób wyłowić.
Pierwsza konferencja naukowa na temat SETI odbyła się w Green Park w 1961. Zainteresowała ona radioastronomów z ZSRR, którzy wspólnie z Carlem Saganem rozpoczęli regularne badania SETI, korzystając z radzieckich anten wielokierunkowych. W 1966 roku, Sagan razem z radzieckim astrofizykiem Iosifem Szkłowskim opublikowali książkę Inteligentne życie we wszechświecie, która stała się rodzajem biblii dla późniejszych badaczy SETI.
W 1971 NASA zdecydowała się finansować projekt zgłoszony przez Drake’a i Bernarda Oliviera z firmy Hewlett-Packard o nazwie Projekt Cyclops. Pomysł polegał na budowie gigantycznej instalacji składającej się z 1500 radioteleskopów i miał kosztować ponad 10 miliardów dolarów. Jednak na skutek krytyki i przesunięcia środków w NASA na loty na Księżyc, projekt został zarzucony na wstępnym etapie realizacji.

Wiadomość Arecibo

W 1974 podjęto pierwszą próbę aktywnego kontaktu, wysyłając sygnał, który miałby szansę dotrzeć do cywilizacji pozaziemskich. Sygnał był emitowany przez radioteleskop w Arecibo. Był to przekaz liczący 1679 bitów, na który składała się mapa bitowa o rozmiarach 23 x 73 piksele, zawierająca podstawowe informacje o składzie chemicznym naszych ciał, schematyczny rysunek człowieka i samego radioteleskopu oraz położenie kuli ziemskiej w Układzie Słonecznym. Sygnał był wysyłany do grupy gwiazd M13, położonej ok. 25 000 lat świetlnych od Ziemi. Na skutek krytyki tego projektu został on jednak szybko zarzucony.
W 1979 na Uniwersytecie Kalifornijskim w Berkeley uruchomiono kolejny projekt SETI o nazwie SERENDIP (ang. Search for Extraterrestrial Radio from Nearby Developed Populations), który jest kontynuowany po dziś dzień. Równolegle w 1980 Sagan, Bruce Murray i Louis Friedman zapoczątkowali działanie prywatnego stowarzyszenia Planetary Society, którego jednym z zadań miało być wspieranie projektów SETI.
W 1977 dokonano najbardziej tajemniczego odkrycia w ramach programu SETI – był to tzw. sygnał Wow!. Do dziś nie udało się ustalić wiarygodnego naturalnego źródła jego pochodzenia, co pozostawia sugestię, że jego źródłem mogło być życie pozaziemskie.

### Rewolucja cyfrowa
W początkach lat 80. fizyk z Uniwersytetu Harvarda, Paul Horowitz zaprojektował analizator widma radiowego specjalnie dla celów projektu SETI. Tradycyjne analizatory stosowane dotąd posiadały bowiem filtry analogowe, które mogły „wycinać” interesujące sygnały i były one w stanie analizować tylko bardzo wąskie zakresy fal radiowych. Horowitz zaadaptował dla celów SETI układy cyfrowej analizy sygnałów, stosowane dotąd przez wojsko. W 1981 wybudowano pierwszy tego rodzaju analizator o nazwie „Suitcase SETI” (walizkowe SETI), który był w stanie analizować naraz 131 000 wąskich kanałów radiowych. W 1983 „Suitcase SETI” został przyłączony do 25-metrowego radioteleskopu należącego do Uniwersytetu Harvarda i Instytutu Smithsona. Ten projekt został nazwany „Sentinel” i był kontynuowany do 1985.
Okazało się jednak, że 131 000 kanałów to wciąż za mało, aby szczegółowo zbadać szum radiowy z kosmosu w rozsądnym przedziale czasu i projekt „Sentinel” został zastąpiony projektem „META” (Megachannel Extra-Terrestrial Array). Analizator zbudowany w ramach tego projektu posiadał już zdolność analizy 8 milionów kanałów naraz. Szefem projektu „META” był Horowitz, zaś jego sponsorami było Planetary Society oraz Steven Spielberg. Kontynuacja tego projektu o nazwie „META II” rozpoczęła się w 1990 r. z użyciem radioteleskopu położonego w Argentynie – aby przebadać część kosmosu widoczną z południowej półkuli. Projekt META II jest kontynuowany.
W 1973 Uniwersytet Stanu Ohio włączył się w program SETI, z własnym radioteleskopem, nazwanym „The Big Ear” (Wielkie Ucho). Radioteleskop ten wcześniej używany był do badań astronomicznych, jednak w roku 1971 odcięto fundusze na te badania i zwolniono większość personelu obserwatorium. Wykorzystanie radioteleskopu do SETI zostało również wsparte przez fundusze z Planetary Society. Teleskop ten działał do roku 1995, kiedy to nowy właściciel gruntów, na których był ustawiony, zażądał jego zdemontowania, by powiększyć sąsiednie pole golfowe.
W 1986 władze Uniwersytetu Kalifornijskiego w Berkeley zdecydowały się uruchomić drugi, równoległy, projekt SERENDIP (o nazwie SERENDIP II), który jest kontynuowany do dziś.

### Najnowsze projekty
W 1992 roku NASA zdecydowała się odtworzyć swój własny projekt typu SETI, pod nazwą „MOP” (Microwave Observing Program). W ramach MOP planowano przeprowadzić szczegółowe badania szumu radiowego wokół wyselekcjonowanych 800 najbliżej położonych Ziemi gwiazd, oraz wyrywkowe dalszych obszarów kosmosu.
MOP był prowadzony za pomocą sieci małych radioteleskopów należących do NASA o nazwie Deep Space Network oraz większych radioteleskopów w Green Bank i Arecibo. Sygnały były badane przez potężne analizatory, zdolne do analizy ponad 15 milionów kanałów równocześnie.
Rok później Kongres Stanów Zjednoczonych zablokował fundusze na MOP. Uczestnicy tego projektu odeszli z NASA i utworzyli swój własny Instytut SETI w Mountain View, w Kalifornii, który zdołał pozyskać środki finansowe na kontynuację projektu MOP pod nową nazwą Projekt Phoenix. Szefem Phoeniksa została Jill Tarter, była pracownik NASA. Projekt wykorzystuje prywatny, 64-metrowy radioteleskop Parkes w Australii.
W 2004 Planetary Society starał się pozyskać środki finansowe na uruchomienie nowego projektu, będącego kontynuacją projektu META. Nowy projekt o nazwie „BETA” (Billion-Channel Extraterrestrial Array) zakłada zbudowanie analizatora zdolnego do badania miliarda kanałów równocześnie. Udało się skonstruować analizator składający się z 200 procesorów, mający 3 GB pamięci RAM, zdolny do badania 250 milionów kanałów równocześnie.
Równolegle Instytut SETI współpracuje z laboratorium radioastronomicznym Uniwersytetu Kalifornijskiego w Berkeley. Celem obu instytucji jest budowa wyspecjalizowanych, małych radioteleskopów. Mogą się one stać podstawą konstrukcji sieci tanich obserwatoriów radiowych o możliwościach podobnych, a nawet większych niż system z projektu „Cyclops”. Nowa instalacja ma się nazywać ATA (Allen Telescope Array) i ma zajmować obszar 1 hektar (100 x 100 m). Będzie się ona składać z około 350 (lub więcej) zwykłych, komercyjnie dostępnych czasz normalnie stosowanych do odbioru sygnałów satelitarnych. Każdy z talerzy ma mieć ok. 6,1 m średnicy. Pierwsza część instalacji (42 anteny) została oddana do użytku w 2007 roku, koszt ma być stosunkowo niski jak na tego rodzaju projekty i ma wynieść ok. 50 milionów dolarów.
Astronomowie z Berkeley będą używali ATA do badań odległych obszarów kosmosu. Istotą projektu jest budowa nowej generacji analizatora sygnałów, który ma mieć możliwość badania sygnałów z każdej czaszy oddzielnie.
Innym interesującym projektem, który zapewne zostanie też powiązany z ATA, jest SETI@home. Projekt ten wystartował w 1999 i polega na wykorzystywaniu wolnych mocy obliczeniowych komputerów internautów-woluntariuszy. Zwykli użytkownicy przystępując do projektu instalują u siebie program działający w tle, który automatycznie pobiera przez Internet kolejne porcje szumu kosmicznego, analizuje go i odsyła wyniki do serwerów w Berkeley.
W listopadzie 2005 projekt SETI@home został przeniesiony do (rozwijanej także na Uniwersytecie w Berkeley) platformy Berkeley Open Infrastructure for Network Computing. Platforma ta umożliwia równoczesną pracę w wielu podobnych do SETI@home projektach.
„Przełomowe inicjatywy” to projekt grupy naukowców (m.in. Stephen Hawking, Ann Druyan, Freeman Dyson, Mae Jemison, Avi Loeb i Pete Worden) i sponsorów (m.in. Jurij Milner i  Mark Zuckerberg) oferujących 100 mln dolarów. W ramach projektu planuje się poszukiwanie radiowych i świetlnych sygnałów obcych cywilizacji, wysyłanie sygnałów do nich, a także wysłanie miniaturowych statków kosmicznych do Alfa Centauri.

## Badania sygnałów optycznych
Większość badaczy związanych z SETI koncentruje się na badaniach fal radiowych, ale niektórzy z nich sądzą jednak, że obca cywilizacja mogłaby też stosować do komunikacji lasery dużej mocy. Pomysł ten został opisany po raz pierwszy przez R.N. Schwartza i C.H. Townesa (jednego z wynalazców lasera) w „Nature” w 1961 r., zaś w 1983 r. Townes opublikował swoje przemyślenia na ten temat w amerykańskim „Proceedings of the National Academy of Sciences”.
Wielu naukowców związanych z SETI przyjęło ten pomysł z zainteresowaniem. W 1971 badacze z projektu Cyclops zawyrokowali jednak, że skonstruowanie lasera, który emitowałby jaśniejsze światło od gwiazd jest niewykonalne. Obecnie jednak wielu ludzi związanych z SETI, w tym sam Frank Drake, uważa, że te poglądy są już obecnie zbyt konserwatywne.
Istnieją dwa podstawowe problemy z optycznymi systemami SETI, z których pierwszy można rozwiązać stosunkowo prosto, podczas gdy drugi stanowi faktyczną trudność. Pierwszym problemem jest, że lasery emitują światło całkowicie monochromatyczne, tj. o jednej ściśle określonej długości fali, co powoduje, że trudno jest się zdecydować, którą z częstotliwości wybrać. Jednakże, najbardziej prawdopodobne jest, że do kosmicznej łączności stosowane byłyby lasery emitujące pulsy, z których każdy byłby monochromatyczny, ale za każdym razem o nieco innej długości fali. W laserach takich informacja byłaby kodowana za pomocą przekształceń Fouriera.
Drugim problem jest, że w odróżnieniu od transmisji radiowej, która może być nadawana we wszystkich kierunkach jednocześnie, lasery wysyłają sygnał w jednym ściśle określonym kierunku. Oznacza to, że prawdopodobieństwo znalezienia się przypadkiem na drodze strumienia światła wysyłanego przez laser jest niezwykle małe. Obca cywilizacja musiałaby zatem celowo wysyłać taki sygnał dokładnie w kierunku Ziemi.
Nadawanie sygnału, czy to laserowego, czy też radiowego, we wszystkich kierunkach byłoby niezwykle kosztowne energetycznie, stąd przy emisjach radiowych również się zakłada poszukiwanie sygnałów nadawanych kierunkowo.
W latach 80. dwóch badaczy z ZSRR przeprowadziło po raz pierwszy pobieżne poszukiwania optyczne SETI, lecz nie przyniosły one żadnego efektu. W latach 90. badaniami optycznymi zajmował się tylko jeden badacz amator Stuart Kingsley, Brytyjczyk mieszkający na stałe w Stanach Zjednoczonych.
Pod koniec lat 90. zawodowi badacze SETI zaczęli coraz bardziej skłaniać się ku rozpoczęciu szerzej zakrojonych badań optycznych. Paul Horowitz oraz ludzie związani z SETI Institute rozpoczęli jako pierwsi proste, pilotażowe badania optyczne, używając do tego celu teleskopów z systemami detekcji słabych pulsów fotonów.
Entuzjaści badań optycznych SETI przeprowadzili też studia teoretyczno-eksperymentalne nad ewentualną efektywnością współczesnych laserów wysokiej mocy, powiązanych z dużymi lustrami skupiającymi światło, jako potencjalnych urządzeń do komunikacji w kosmosie. Analizy i badania udowodniły, że stosując lasery wysyłające sygnały w podczerwieni całkowicie możliwe jest, przy niezbyt wielkim nakładzie energetycznym, wygenerować strumień światła o mocy 1000 razy większej od światła generowanego przez Słońce.
Takie urządzenie mogłoby szybko i automatycznie wysyłać pulsowe sygnały do długiej listy wybranych celów. Możliwe by było nawet wysyłanie z Ziemi sygnałów w kierunku wszystkich gwiazd średniej wielkości w promieniu 100 lat świetlnych, przy czym jeden cykl wysyłania nie trwałby dłużej niż ok. 30 dni i można by go powtarzać bez końca.
Badacze ci opracowali też projekt automatycznego systemu detekcji pulsów laserowych, z użyciem niedrogiego dwumetrowego lustra, skupiającego światło na instalacji składającej się z siatki diod światłoczułych.
Obecnie kilka optycznych eksperymentów SETI jest w trakcie realizacji. Grupa badaczy z Uniwersytetu Harvarda i Instytutu Smithsona, w skład której wchodzi też Paul Horowitz, skonstruowała detektor pulsów laserowych, który został zainstalowany na teleskopie optycznym należącym do harwardzkiej uczelni. Teleskop ten ma średnicę 1,55 m i jest przez większość czasu używany do bardziej tradycyjnych badań astronomicznych, a eksperyment SETI jest wykonywany tylko „w wolnych chwilach”.
Mimo to w ramach tego projektu, od roku 1998 do 1999, przebadano 2500 gwiazd i jak dotąd niczego nie znaleziono. Badania jednak wciąż trwają. Mają one zostać też rozszerzone z użyciem podobnego teleskopu (91-centymetrowego), należącego do Uniwersytetu w Princeton. Oba teleskopy mają jednocześnie badać te same obiekty, aby zmniejszyć ryzyko wzięcia za sygnał przypadkowych zakłóceń.
W ramach kolejnego projektu grupa z Uniwersytetu Harvarda buduje system przeznaczony wyłącznie do badań SETI oparty na potężniejszym, 1,8-metrowym teleskopie, który ma zostać zainstalowany w Oak Ridge Observatory, w stanie Massachusetts. Badacze z Uniwersytetu Kalifornijskiego w Berkeley, gdzie trwa wciąż program SERENDIP i SETI@home, również rozpoczęli badania optyczne. Jedno z nich, kierowane przez Geoffreya Marcy’ego, polega na analizowaniu widm, pobranych w trakcie poszukiwań układów planetarnych podobnych do naszego, w nadziei na znalezienie źródła ciągłego sygnału laserowego.
Pozostali badacze z Berkeley wykonują badania oparte na idei podobnej do stosowanej przez grupę z Uniwersytetu Harvarda. Grupa kierowana przez Dana Wertheimera zbudowała detektor laserowy analogiczny do tego używanego przez grupę harwardzką. Jest on przyłączony do teleskopu o średnicy 76 cm.
Innym rodzajem badania sygnałów optycznych jest próba odnalezienia teoretycznych megakonstrukcji, które mogłyby stworzyć wysoko rozwinięte cywilizacje technologiczne, jak na przykład sfera Dysona.

## Czy istnieje kosmiczny Internet? – Sens i perspektywy dalszych badań
Dotychczas przeprowadzone eksperymenty SETI nie przyniosły jak dotąd żadnych dowodów istnienia międzygwiezdnej wymiany sygnałów. Jak powiedział Frank Drake z Instytutu SETI „Wszystko, co do tej pory wiemy sprowadza się do tego, że możemy być pewni, że w kosmosie nie ma zbyt wielu źródeł emisji silnych sygnałów w radiowym zakresie mikrofalowym”.
Tzw. paradoks Fermiego głosi, że o ile w kosmosie istnieją jakieś inne cywilizacje oprócz naszej, powinniśmy je stosunkowo łatwo odnaleźć. Zakładając, że istnieje choć jedna taka cywilizacja, która rozwinęła się co najmniej ponad 20 milionów lat temu, powinna ona do tego czasu skolonizować większość zdatnych do tego układów planetarnych naszej galaktyki.
Jest to oparte na następującym rozumowaniu: Zakładając, że jakaś cywilizacja opanowała technologię przemieszczania się w kosmosie z prędkością rzędu 1% prędkości światła w próżni, i że każda nowo utworzona przez nią kolonia jest w stanie sama wytworzyć i wysłać pojazd kolonizacyjny raz na 500 lat – otrzymujemy cywilizację, w której liczba kolonii rośnie w sposób wykładniczy, tak długo jak długo są w pobliżu odpowiednie układy. Po kilkudziesięciu tysiącach lat obszar zajmowany przez cywilizację jest na tyle duży, że głównym ograniczeniem prędkości rozwoju jest odległość do nowych układów do zasiedlenia. Statki kolonizacyjne muszą pokonywać coraz dłuższą drogę, nawet tysięcy lat świetlnych. Wtedy cywilizacja rozprzestrzenia się już we wszystkich kierunkach, z mniej więcej stałą prędkością, wyznaczaną przez maksymalną prędkość statków kosmicznych. Przyjmując, że Droga Mleczna ma średnicę około 100 000 lat świetlnych, zasiedlenie jej w całości zajmie co najwyżej kilkanaście milionów lat. Jest to bardzo mało w porównaniu z czasem istnienia naszej Galaktyki, szacowanym na 13 miliardów lat. Zatem nawet jeśli powstawanie cywilizacji jest zjawiskiem bardzo rzadkim (zdarza się, przykładowo, raz na miliard lat), kosmos powinien być już od dawna zasiedlony.
W świetle tego paradoksu można by już właściwie zakończyć badania SETI, gdyż dowiodły one, że istnienie cywilizacji pozaziemskich, wysyłających sygnały radiowe nastawione na komunikację z innymi cywilizacjami, nie jest z pewnością zjawiskiem częstym. Innym problemem jest odległość. Przykładowo codzienne sygnały radiowe z Ziemi emitowane z najsilniejszych nadajników, mogą być odkryte przez Obcych przy użyciu sprzętu jakim obecnie dysponuje ludzkość tylko z około 100 lat świetlnych, co oznacza, że dla cywilizacji, które znajdują się dalej od Ziemi jesteśmy praktycznie niewidoczni.
Jednakże dokładniejsza analiza zagadnienia prowadzi wciąż do wniosku, że nie da się jeszcze ostatecznie wykluczyć istnienia innych cywilizacji, poszukujących kontaktu. Wynika to z kilku przesłanek:
- Problem typu cywilizacji: badacz SETI z ZSRR Nikołaj Kardaszow, podzielił potencjalnie istniejące cywilizacje na trzy typy:  Osobny artykuł: skala Kardaszowa.

Typ I – cywilizacja zdolna do wykorzystania całej energii dostępnej na swojej planecie. Typ ten byłby w stanie emitować tylko sygnały kierunkowe.
Typ II – cywilizacja zdolna do wykorzystania całej energii dostępnej od swojej gwiazdy. Typ ten byłby już w stanie emitować sygnały we wszystkich kierunkach jednocześnie.
Typ III – cywilizacja zdolna do wykorzystania całej energii dostępnej w swojej galaktyce. Typ ten mógłby również emitować sygnały we wszystkich kierunkach, ale jest bardzo prawdopodobne, że nie miałby do tego żadnego powodu, gdyż i tak wiedziałby o nas wszystko i gdyby chciał się z nami skontaktować, zrobiłby to bezpośrednio już dawno temu.
- z eksperymentów SETI wynika, że cywilizacje typu II prawdopodobnie nie istnieją, jeśli istnieje cywilizacja typu III to najwyraźniej nie chce się ona z nami komunikować. Pozostaje więc tylko szansa na kontakt z cywilizacjami typu I.
- Założenia paradoksu Fermiego mogą być częściowo błędne – poszukiwania układów planetarnych, które są obecnie w toku, wskazują na to, że ich istnienie jest znacznie rzadsze od tego, które zakładano jeszcze kilkadziesiąt lat temu, co wydłuża i utrudnia czas rozprzestrzeniania się kolonii. Kwestia gęstości występowania układów planetarnych wciąż nie jest ostatecznie rozstrzygnięta, a szacunki różnych „szkół” w tym względzie są wciąż skrajnie rozbieżne.
- Cywilizacje mogą się z różnych względów najpierw rozrastać, a potem zanikać. Czas rozwoju życia do poziomu cywilizacji typu I, licząc od powstania gwiazdy typu Słońca, szacuje się na minimum 2-3 miliardy lat. Stąd liczba cywilizacji typu I może być stale bardzo mała w skali galaktyki, a między okresami ich ekspansji i zaniku mogą istnieć bardzo długie okresy całkowitego braku istnienia inteligentnych cywilizacji.

Niemiecki astrofizyk i radioastronom Sebastian von Hoerner sugerował, że średni czas trwania cywilizacji wynosi 6 500 lat. Po tym czasie zanika ona według niego z przyczyn zewnętrznych (zagłada życia na planecie, zagłada jedynie istot rozumnych) lub wewnętrznych (degeneracja psychiczna lub fizyczna). Według niego na nadającej się do zamieszkania planecie (jedna na 3 miliony gwiazd) występuje następstwo gatunków technologicznych w dystansie czasowym rzędu setek milionów lat, a każda z nich „produkuje” średnio 4 gatunki technologiczne. Przy takich założeniach średnia odległość między cywilizacjami w naszej Galaktyce wynosi 1 000 lat świetlnych. Z wyliczeń von Hoernera wynika również, że prawdopodobieństwo nawiązania pierwszego kontaktu z cywilizacją w tej samej fazie rozwoju, co ziemska, wynosi 0,5%. Najbardziej prawdopodobny jest taki kontakt z cywilizacją, która będzie mieć 12 000 lat i z prawdopodobieństwem 75% nie będzie pierwszą cywilizacją na tej planecie.
Biorąc te wszystkie możliwości, filozof nauki Timothy Ferris zasugerował koncepcję istnienia czegoś w rodzaju automatycznego „Internetu Kosmicznego”. Zakładając, że umierająca cywilizacja chce pozostawić po sobie jakiś przekaz lub spuściznę, może ona w ostatnim geście woli zostawiać automatycznie działający nadajnik radiowy lub optyczny, stale przekazujący swoje przesłanie do miejsc w kosmosie, w których potencjalnie mogą powstać nowe cywilizacje.
Zakładając istnienie choć kilku takich cywilizacji, można też założyć, że młoda cywilizacja, która odkryje taki nadajnik, skorzysta z jego zasobów do przyspieszenia własnego rozwoju, po czym w okresie swojego zmierzchu powieli pomysł swoich poprzedników i uruchomi swój własny nadajnik, który oprócz przekazywania własnego przesłania, będzie też informował o istnieniu jeszcze starszych nadajników wcześniej umarłych cywilizacji.
W ten sposób może powstać sieć bardzo rozproszonych w przestrzeni nadajników i przekaźników informacji o zamierzchłych cywilizacjach – podobna nieco w swojej strukturze do Internetu, która czeka tylko na to, aż ją odkryje kolejna młoda cywilizacja.
Dotychczasowe badania w ramach SETI w skali galaktyki trwają niezwykle krótko – tylko nieco dłużej niż 30 lat – i wiele jej założeń technicznych jest być może błędnych, dlatego wydaje się, że warto podejmować kolejne wyzwania w tej dziedzinie, mimo że dotychczasowe działania nie przyniosły jak dotąd żadnych konkretnych efektów.